# Parc éolien de la Plaine d'Escrebieux
Le parc éolien de la Plaine d'Escrebieux, également surnommé parc éolien de Lauwin-Planque, est un ensemble de quatre éoliennes hautes de 150 mètres érigées sur le territoire de Lauwin-Planque, dans le Nord, en France.
Initialement prévu pour être agrandi, un autre parc, celui de l'Escrebieux est finalement construit de 2020 à 2021 à l'est.

## Description
Le parc éolien de Lauwin-Planque est mis en service en 2014 et situé sur le finage de la commune de Lauwin-Planque, dans le Nord-Pas-de-Calais, en France. Il est constitué de quatre éoliennes Siemens SWT-3.0-101, chacune d'une puissance de 3 000 kW, soit une puissance nominale totale de 12 000 kW. Les éoliennes ont un diamètre de 101 mètres et une hauteur de 150 mètres. Chacune pesant deux-cent-cinquante tonnes, plus soixante-dix tonnes pour la nacelle et une dizaine de tonnes pour le rotor muni de trois pales.
Il est possible d'assurer la consommation électrique hors chauffage de 7 200 foyers. Le coût pour l'opérateur est de quatorze millions d'euros, dont 86 % concernent l'achat des éoliennes. La Communauté d'agglomération du Douaisis et Lauwin-Planque reçoivent environ 84 000 € de taxes par an.
Le parc éolien devait être étendu, mais c'est finalement un second parc éolien, celui de l'Escrebieux, qui est construit avec quatre éoliennes de 2020 à 2021.

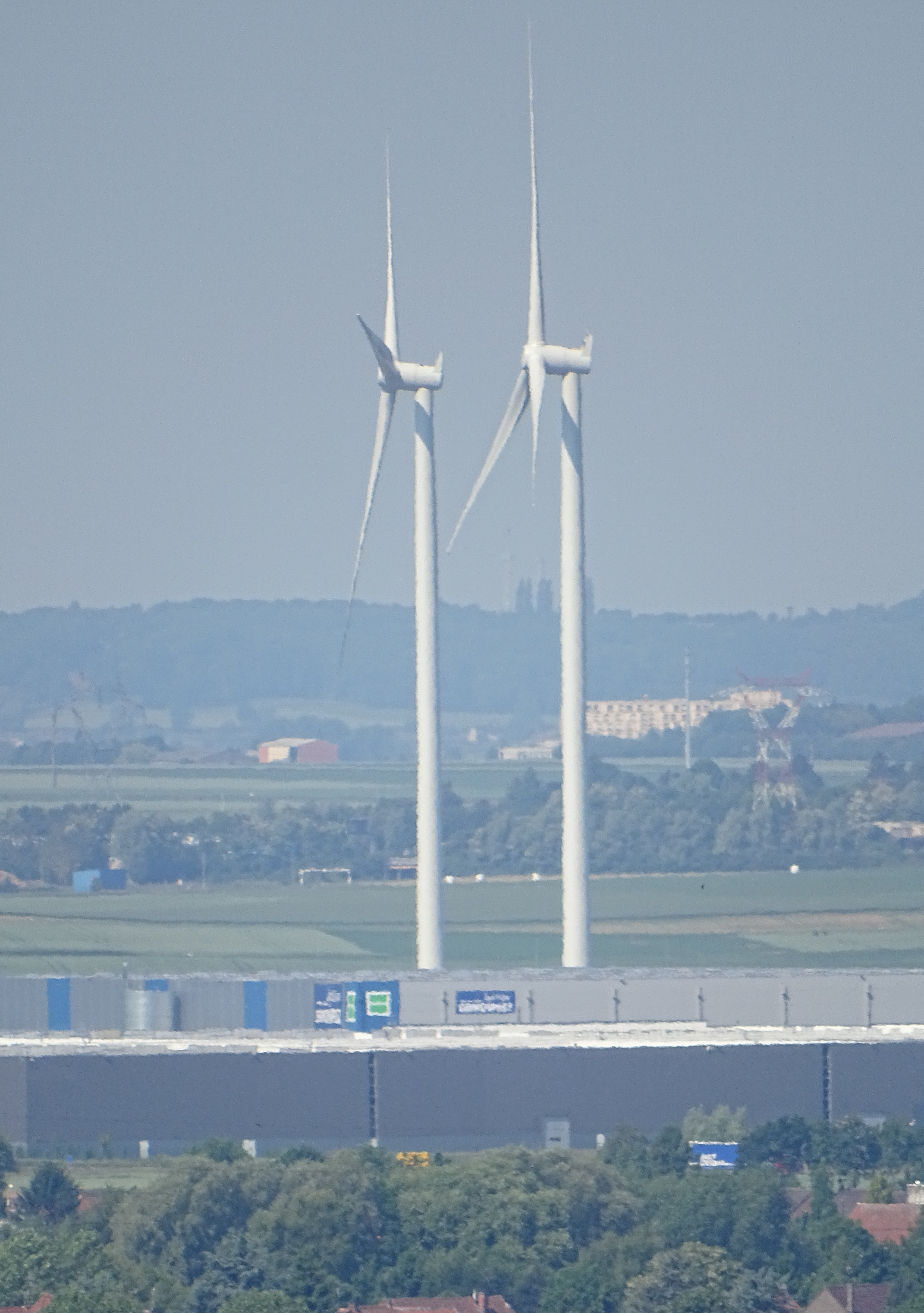
Deux des quatre éoliennes.
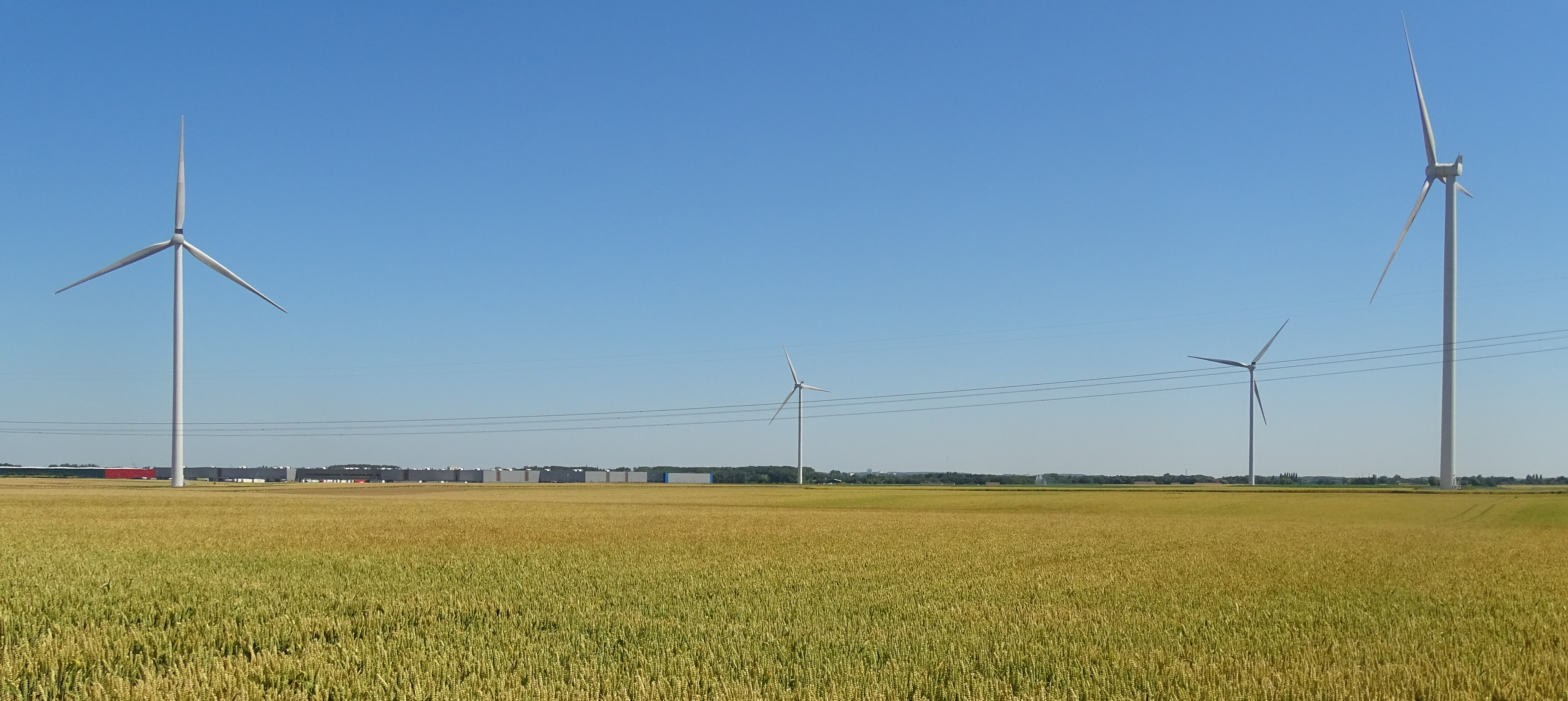
Les éoliennes en mouvement.
- Les quatre éoliennes.
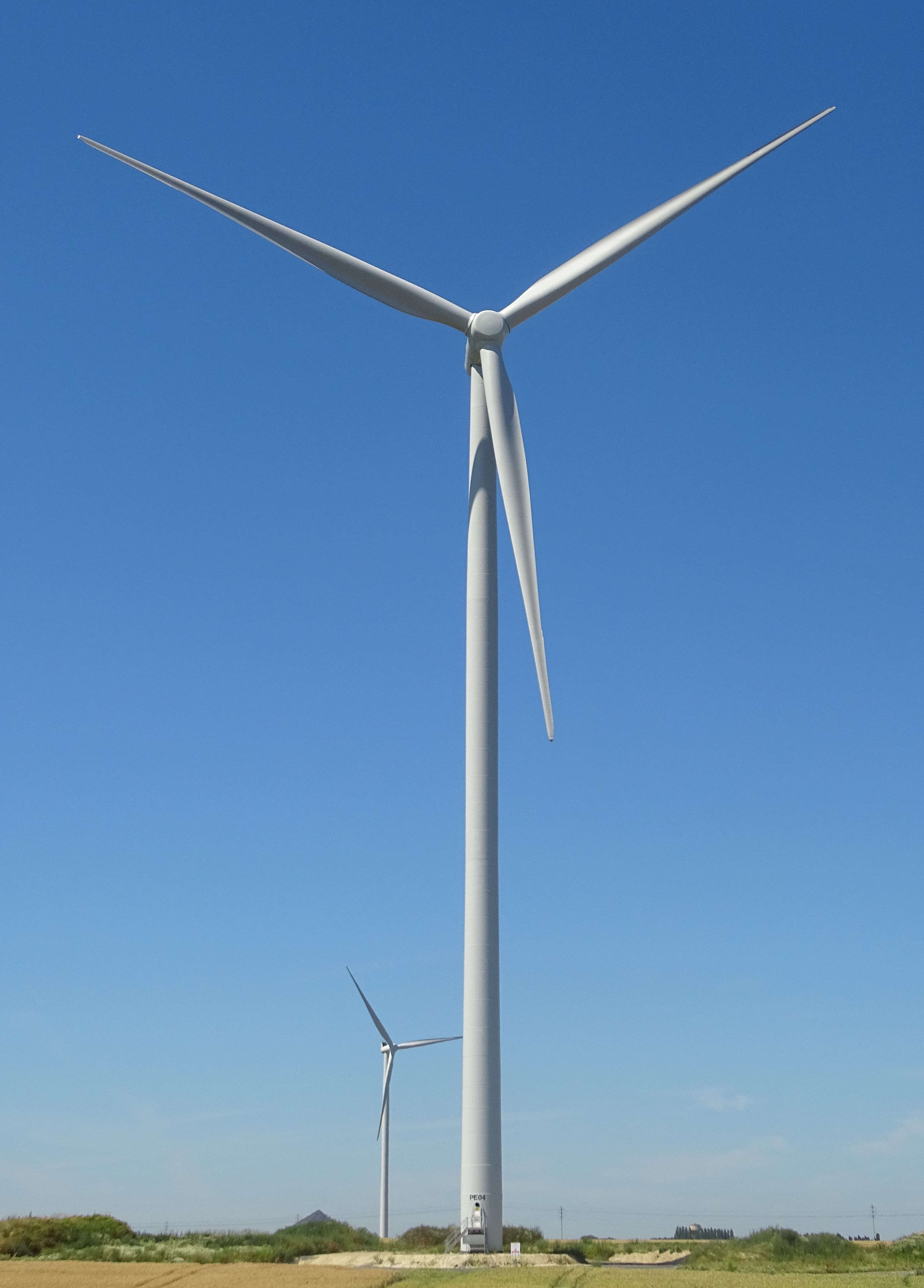
L'éolienne no 4.
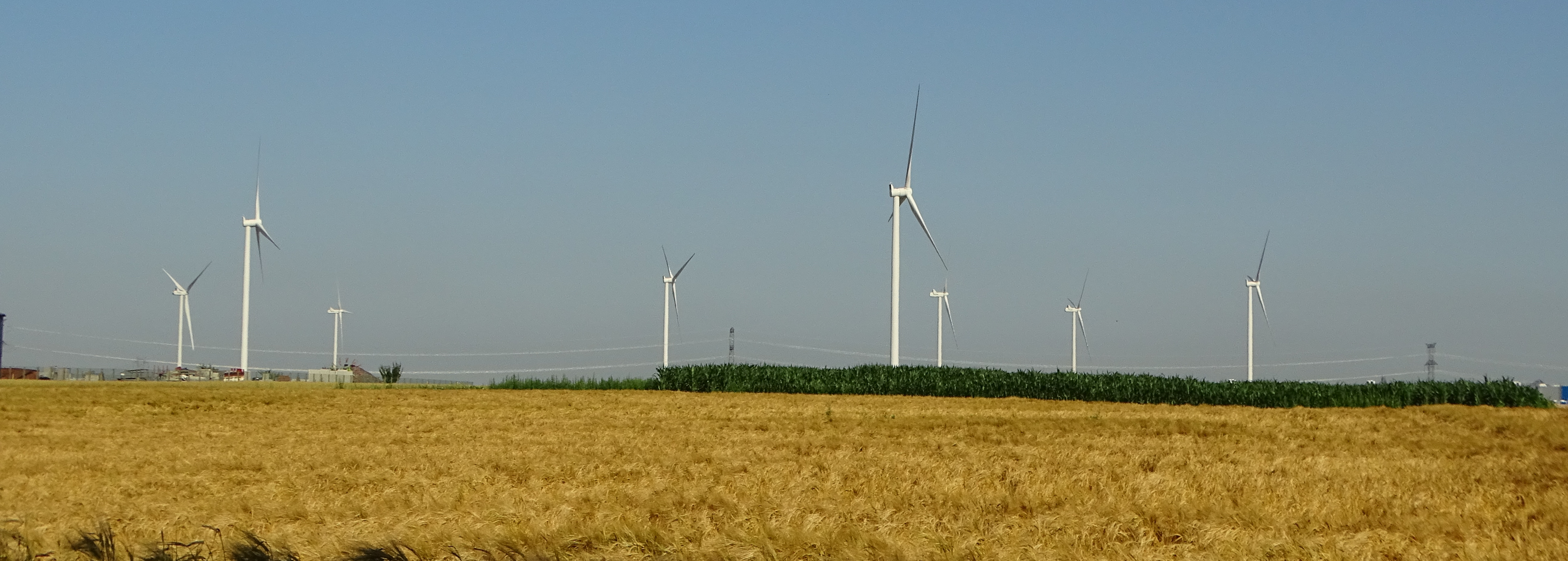
En juillet 2021 avec les éoliennes du second parc.